# نيمانيا سفيتكوفيتش (لاعب كرة قدم)
نيمانيا سفيتكوفيتش هو لاعب كرة قدم صربي في مركز الدفاع، ولد في 24 يونيو 1996 في أوزيتشى في صربيا. لعب مع نادي تشوكاريتشكي.

## وصلات خارجية
- نيمانيا سفيتكوفيتش (لاعب كرة قدم) على موقع قاعدة بيانات كرة القدم.إي يو (الإنجليزية)
- نيمانيا سفيتكوفيتش (لاعب كرة قدم) على موقع Soccerway.com (الإنجليزية)
- نيمانيا سفيتكوفيتش (لاعب كرة قدم) على موقع عالم كرة القدم.نت (الإنجليزية)